# Hubert Gelhaus
Hubert Gelhaus (* 21. Januar 1950 in Friesoythe) ist ein deutscher Lehrer im Ruhestand und Autor.

## Leben
Hubert Gelhaus besuchte das Clemens-August-Gymnasium Cloppenburg in Cloppenburg. Er studierte in Freiburg im Breisgau Germanistik und Geschichte. Als Gymnasiallehrer unterrichtete er von 1978 bis 2014 am Clemens-August-Gymnasium Cloppenburg. 1999 promovierte er an der Carl von Ossietzky Universität Oldenburg. Seine Doktorarbeit trägt den Titel Das politisch-soziale Milieu in Südoldenburg von 1803 bis 1936; sie wurde 2001 überarbeitet und als Buch mit einer größeren Auflage gedruckt. Die Bände 5 und 6 der Buchausgabe wurden 2003 hinzugefügt. Gelhaus ist verheiratet und wohnt in Cloppenburg.
Kurz vor seinem Ruhestand gründete er nach langjähriger Führung der Theater AG am Clemens-August-Gymnasium im Jahr 2010 die freie Theatergruppe „Studiobühne Cloppenburg“ und führt dort Regie. Im März 2016 brachte Gelhaus mit Einer flog übers Kuckucksnest die zehnte Inszenierung der Studiobühne Cloppenburg auf die Bühne.

## Schriften
- 1933 – 365 ganz normale Tage. Beobachtungen zum nationalsozialistischen Alltag in Cloppenburg und Umgebung (Südoldenburg). Holzberg, Oldenburg 1988, ISBN 3-87358-297-X.
- Das politisch-soziale Milieu in Südoldenburg von 1803 bis 1936. Bibliotheks- und Informationssystem (BIS) der Universität Oldenburg, Oldenburg 2001, ISBN 3-8142-0770-X (für die Bände 1–4)
  - Band 1: Die Zeit von 1803 bis 1918.
  - Band 2: Die Gründung und die Grundlagen der Weimarer Republik von 1918 bis 1928.
  - Band 3:  Die Endphase der Weimarer Republik von 1928 bis 1932/1933.
  - Band 4: Die nationalsozialistische Zeit von 1932/1933 bis 1936.
- Das politisch-soziale Milieu in Südoldenburg. Bibliotheks- und Informationssystem (BIS) der Universität Oldenburg, Oldenburg 2003 (Ergänzung der Bände 1–4).
  - Band 5: Von 1937 bis in die Nachkriegszeit. ISBN 3-8142-0878-1.
  - Band 6: Das politisch-soziale Milieu in Südoldenburg. Von der Nachkriegszeit bis in die 1960/70er Jahre. ISBN 3-8142-0879-X.